# L'Appel de l'espace
 (juin 2018).
L'Appel de l'espace (anglais : A Signal from Space puis Life on another Planet) est une bande dessinée de Will Eisner, publiée de 1978 à 1980 dans Spirit Magazine et Will Eisner Quarterly. La première édition en album américaine date de novembre 1983 (Kitchen Sink Press) et la première édition française de 1984 (Albin Michel), après une publication dans L'Écho des savanes USA en 1983-1984. Il s'agit d'un drame mêlant politique et science-fiction.

## Synopsis
Une nuit, deux scientifiques de l'observatoire radioastronomique de La Mesa (en) (Nouveau-Mexique) captent une série d'interférences qui s'avèrent être une séquence modulée composée de nombres premiers,  message ne pouvant venir que d'une entité biologique extraterrestre intelligente.
La nouvelle est rapidement ébruitée et les services secrets soviétiques et américains se lancent dans une course pour localiser la source et entrer en contact avec cette entité, tandis qu'une multinationale tire les ficelles en secret pour en tirer bénéfice. Une communauté d'humains se faisant appelée « le peuple des étoiles » et espérant migrer vers l'étoile nouvelle est infiltrée et financée par la Multinationale qui met parallèlement en chantier une fusée capable de rallier l'étoile convoitée. Et une équipe de biologistes met au point une plante génétiquement modifiée à l'aide de gènes humains et censée être capable de s'adapter à la vie sur la nouvelle planète.
Le comics donne une vision pessimiste de l'espèce humaine : magouilles politiques, intervention de la Mafia, dirigeant africain mégalomane, manipulation des foules, coup du « parapluie bulgare », etc.

## Personnages
- Docteur Argan et Professeur Malley : les deux scientifiques à l'origine de la découverte. Dans un premier temps, ils cachent l'information mais sont piégés et récupérés par les services secrets soviétiques.
- Bludd, agent de la CIA. Il est initialement chargé de récupérer les données des deux scientifiques, il est laissé pour mort par les agents ennemis. Dégoûté par la récupération mercantile de la découverte scientifique, il est recruté par un groupe de « non-alignés ». Infiltré au Sidiami, il met tout en œuvre pour retarder le lancement de la fusée et laisser du temps à l'humanité de se mettre d'accord et s'approprier à son bénéfice la rencontre éventuelle avec l'entité plutôt que risquer que cette rencontre ne soit accaparée par un état ou une firme.
- Nadia, chef des espions soviétiques. Elle finit par tomber amoureuse de Bludd et le recrute pour un consortium « non-aligné ».
- Marco, épave alcoolique qui se retrouve chef du « peuple des étoiles ».
- Cora, petite amie de Marco et jeune fille idéaliste, elle croit à l'aventure du « peuple ». Sa rencontre avec MacReady va aiguiser son appétit pour une vie plus dorée.
- MacReady, éminence grise de la Multinationale. C'est lui qui tire les ficelles : infiltration par des agents, financement de campagnes politiques, pressions politiques, assassinats... Il avoue : « […] la Multinationale est aussi un gouvernement… À travers nos filiales, nous influençons la vie économique de quinze nations sur cette terre […] »
- Ami, président du Sidiami. Pour renflouer les caisses vides de son état africain, il déclare son adhésion à la planète Barnard et invite le « peuple des étoiles » dans son pays. Son pays accueille ensuite la construction de la fusée censée emmener le peuple des étoiles, en réalité la plante, vers l'étoile de Barnard.
- Les docteurs Hoad et Jones : ils ont mis au point la plante génétiquement modifiée et cherchent le financement par le « peuple des étoiles ».
- Milgate, politicien américain sur le déclin. Sa campagne est vivement soutenue par la Mafia.
- Rocco, tueur à la solde de la Mafia. Il est chargé de liquider Lupo qui s'est porté volontaire pour s'hybrider avec la plante pour échapper aux tueurs.

## Publications

### Publications en anglais
- Signal from Space, dans The Spirit no 19-26, Kitchen Sink Press  :

1. « The Signal », The Spirit, no 19,‎ octobre 1978 ;
2. « The First Emigre », The Spirit, no 20,‎ mars 1979 ;
3. « A New Form of Life », The Spirit, no 21,‎ juillet 1979 ;
4. « Pre-Launch » », The Spirit, no 22,‎ décembre 1979 ;
5. « Bludd », The Spirit, no 23,‎ février 1980 ;
6. « Abort », The Spirit, no 24,‎ mai 1980 ;
7. « The Big Hit », The Spirit, no 25,‎ août 1980 ;
8. « The Last Chapter », The Spirit, no 26,‎ décembre 1980.

- (en) Signal from Space  (couleurs d'André LeBlanc (en)), Princeton, Kitchen Sink Press, 1983, 138 p. (ISBN 0-87816-014-0). Will Eisner a redessiné les deux premiers chapitres pour ce recueil colorisé.
- (en) Life on Another Planet  (préf. James Morrow), Northampton, Kitchen Sink Press, 1995, v, 128 (ISBN 0-87816-370-0). Version noir et blanc de l'édition de 1983 sous une nouvelle couverture. Repris à l'identique en 2000 par DC Comics dans la collection « DC Comics The Will Eisner Library »  (ISBN 156389677X).
- (en) Life on Another Planet, New York, W.W. Norton, 2009, 128 p. (ISBN 978-0-393-32812-7). Reprise de l'édition de 1995 sans l'introduction et sous une nouvelle couverture.

### Publications en français
- L'Appel de l'espace (version colorisée de 1983)[2] :

1. « Le Signal », dans L'Écho des Savanes Spécial USA no 25, janvier 1983.
2. « Le 1er émigré », dans Spécial USA no 1, mars 1983.
3. « Une nouvelle forme de vie », dans Spécial USA no 2, mai 1983.
4. « Le Prelan Cement », dans Spécial USA no 3, juillet 1983.
5. « Bludd », dans Spécial USA no 4, octobre 1983.
6. « Avorté », dans Spécial USA no 5, décembre 1983.
7. « Le Gros Coup », dans Spécial USA no 6, février 1984.
8. « Dernier chapitre », dans Spécial USA no 7, avril 1984.

- L'Appel de l'espace  (trad. de l'anglais), Paris, Albin Michel, coll. « L'Écho des savanes Spécial USA », 1984, 132 p. (ISBN 2-226-01876-X).
- L'Appel de l'espace  (trad. de l'anglais par Sidonie Van den Dries et Alain David), Montreuil, Rackham, 2002 (ISBN 2-87827-056-8).
- L'Appel de l'espace  (trad. de l'anglais par Arthur Clare), Paris, Delcourt, 2011, 131 p. (ISBN 978-2-7560-2208-6).

### Première édition en album dans d'autres langues
- (da) Budskab fra verdensrummet  (trad. Søren Vinterberg (da)), Carlsen Comics, 1983, 132 p. (ISBN 87-562-2557-1).
- (de) Signale aus einer anderen Welt  (trad. Achim Schnurrer (de)), Reinbek, Carlsen Verlag, 1983, 132 p. (ISBN 3551023191 (édité erroné), DNB 880169508).
- (no) Liv på en annen planet  (trad. Gerd Hoff), Oslo, Semic Nordisk Forlag (en), 1983, 132 p. (ISBN 82-535-0593-0).
- (it) Vita su un altro pianeta  (trad. Ketty Ortolani et Andrea Plazzi (it)), Bologne, Kappa Edizioni, coll. « Puntozero », janvier 2005, 134 p. (ISBN 978-88-7471-065-2).
- (es) Vida en otro planeta  (trad. Enrique Sánchez Abulí), Norma Editorial, 2011, 134 p. (ISBN 978-84-679-0467-3).
- (pl) « Życie na obcej planecie », dans Sprawa rodzinna : i inne historie  (trad. Tomasz Sidorkiewicz), Varsovie, Egmont Polska (pl), coll. « Klub Świata Komiksu » (no 703), 2011 (ISBN 9788323746331).

### Documentation
- (en) Dale Luciano, « Three from Eisner: past, present, and future », The Comics Journal, no 89,‎ mars 1984, p. 41-43 (présentation en ligne, lire en ligne).
- (en) Bill Schelly (en), « Life on another planet », The Comics Journal, no 185,‎ mars 1996, p. 36 (présentation en ligne, lire en ligne).
- (en) M. Thomas Inge (en) (éd.), Will Eisner : Conversations, Jackson, University Press of Mississippi, novembre 2011, 239 p. (ISBN 978-1-61703-127-4).